# Henrik Reinhold Horn af Rantzien
Henrik Reinhold Horn af Rantzien, född den 14 augusti 1783 på Skillinge i Munka-Ljungby socken, Kristianstads län, död den 20 augusti 1853 på Månstorp i Västra Ingelstads socken, Malmöhus län, var en svensk militär. Han tillhörde ätten Horn af Rantzien och var son till Samuel Henrik Horn. 
Horn blev volontär vid Södra skånska kavalleriregementet 1786, kvartermästare där 1787 och kornett samma år, kornett vid vargeringen 1795, kornett vid Husarregementet 1798, löjtnant där 1801 och stabsryttmästare 1805. Han deltog i krigen i Pommern 1807 och i Tyskland 1813–1814. Horn befordrades till major vid Skånska husarregementet 1813, tilldelades överstelöjtnants namn, heder och värdighet 1815, blev överstelöjtnant vid regementet 1818, överste i regementet 1820 och chef för regementet 1824. Han beviljades avsked från regementet med tillstånd att kvarstå som överste i armén 1829 och avsked ur krigstjänsten 1835. Horn blev riddare av Svärdsorden 1813. Han är begraven på Sankt Clemens kyrkogård i Laholm.